# Primera División de Andorra 1999-2000
La Primera División de Andorra 1999-2000 (oficialmente y en catalán: Primera Divisió de Andorra 1999-2000) fue la 5ta edición del campeonato de la máxima categoría de fútbol del Principado de Andorra. Estuvo organizada por la Federación Andorrana de Fútbol y fue disputada por 8 equipos. Comenzó el 19 de septiembre de 1999 y finalizó el 29 de mayo de 2000.
A pesar de que el torneo inició con 8 equipos como estaba previsto, Benito se retiró a mitad de temporada mientras se llevaba a cabo el parate navideño, de forma que sus resultados fueron anulados por la Federación. Por esta razón, el certamen culminó solamente con 7 participantes.
Constel·lació Esportiva se llevó la liga por primera vez en la 13.ª jornada, tras vencer por 10-0 a Encamp. Sin embargo, no pudo defender su título en la siguiente temporada debido a que la FAF lo expulsó del certamen, después de que el club fuera acusado de intentar comprar jugadores de manera irregular y de no querer repartir las ganancias de su participación en la UEFA con la liga de fútbol. A pesar de las graves denuncias en su contra –que nunca fueron demostradas– y la dura sanción de 7 años sin poder participar de la Primera División, impuesta por el ente rector del fútbol en aquel país, el club pudo participar de la Copa de la UEFA 2000-01 y el título de campeón nunca le fue retirado, siendo ésta la única oportunidad en la que pudo coronarse en la máxima categoría, ya que el club terminaría por disolverse en los últimos meses del año 2000.
En esta temporada no se produjeron descensos concretos a la Segona Divisió, puesto que tanto Benito como Constel·lació Esportiva directamente dejaron de participar de los certámenes organizados por la Federación Andorrana de Fútbol.

## Ascensos y descensos
| Pos. | Descendidos de 1.ª División |
| ---- | --------------------------- |
| 9.º  | Cerni                       |
| 10.º | Engolasters                 |
| 11.º | Deportivo La Massana        |
| 12.º | Gimnàstic Valira            |

## Sistema de competición
El campeonato constó de una sola fase, en la que los ocho equipos se enfrentaron entre sí bajo el sistema de todos contra todos a dos ruedas, completando un total de 14 fechas. El equipo con mayor cantidad puntos al final de la temporada se consagró campeón y accedió a la ronda previa de la Copa de la UEFA 2000-01. Por otro lado, aquel que finalizó en última posición descendió directamente a la Segunda División.
Las clasificación se estableció a partir de los puntos obtenidos en cada encuentro, otorgando tres por partido ganado, uno por empatado y ninguno en caso de derrota. En caso de igualdad de puntos entre dos o más equipos, se aplicaron, en el mencionado orden, los siguientes criterios de desempate:
1. Mayor cantidad de puntos en los partidos entre los equipos implicados;
2. Mejor diferencia de goles en los partidos entre los equipos implicados;
3. Mayor cantidad de goles a favor en los partidos entre los equipos implicados;
4. Mejor diferencia de goles en toda la temporada;
5. Mayor cantidad de goles a favor en toda la temporada.

## Equipos participantes
| Equipo                   | Ciudad                  |
| ------------------------ | ----------------------- |
| Benito                   | San Julián de Loria     |
| Constel·lació Esportiva  | Andorra la Vieja        |
| Encamp                   | Encamp                  |
| Inter Club d'Escaldes    | Las Escaldas-Engordany  |
| Principat                | San Julián de Loria     |
| Sant Julià               | San Julián de Loria     |
| FC Santa Coloma          | Santa Coloma de Andorra |
| Sporting Club d'Escaldes | Las Escaldas-Engordany  |

| \| Parroquia \| N.º \| Equipos \| \| ---------------------- \| --- \| ----------------------------------------------- \| \| San Julián de Loria \| 3 \| Benito; Principat; Sant Julià \| \| Andorra la Vieja \| 2 \| Constel·lació Esportiva; FC Santa Coloma \| \| Las Escaldas-Engordany \| 2 \| Inter Club d'Escaldes; Sporting Club d'Escaldes \| \| Encamp \| 1 \| Encamp \| |     |                                                 |
| Parroquia | N.º | Equipos                                         |
| San Julián de Loria | 3   | Benito; Principat; Sant Julià                   |
| Andorra la Vieja | 2   | Constel·lació Esportiva; FC Santa Coloma        |
| Las Escaldas-Engordany | 2   | Inter Club d'Escaldes; Sporting Club d'Escaldes |
| Encamp | 1   | Encamp                                          |

## Clasificación
|  |    | Equipos                     | PJ | PG | PE | PP | GF | GC | Dif | Pts |
|  | -- | --------------------------- | -- | -- | -- | -- | -- | -- | --- | --- |
|  | 1. | Constel·lació Esportiva (C) | 12 | 12 | 0  | 0  | 70 | 6  | +64 | 36  |
|  | 2. | FC Santa Coloma             | 12 | 9  | 1  | 2  | 34 | 10 | +24 | 28  |
|  | 3. | Inter Club d'Escaldes       | 12 | 6  | 2  | 4  | 24 | 25 | -1  | 20  |
|  | 4. | Encamp                      | 12 | 5  | 2  | 5  | 33 | 28 | +5  | 17  |
|  | 5. | Sant Julià                  | 12 | 3  | 1  | 8  | 23 | 36 | -13 | 10  |
|  | 6. | Principat                   | 12 | 2  | 0  | 10 | 16 | 41 | -25 | 6   |
|  | 7. | Sporting Club d'Escaldes    | 12 | 1  | 2  | 9  | 12 | 66 | -54 | 5   |
|  | –. | Benito                      | 7  | 1  | 0  | 6  | 5  | 27 | -22 | 3   |

|  | Clasificado para la ronda previa de la Copa de la UEFA 2000-01. |
|  | Descendido a la Segona Divisió.                                 |

| (C) Campeón    |
| (D) Descendido |

### Evolución de la clasificación
| Jornada / Equipo         | 1 | 2 | 3 | 4 | 5 | 6 | 7 | 8 | 9 | 10 | 11 | 12 | 13 | 14 |
| Jornada / Equipo         |   |   |   |   |   |   |   |   |   |    |    |    |    |    |
| ------------------------ | - | - | - | - | - | - | - | - | - | -- | -- | -- | -- | -- |
| Constel·lació Esportiva  | 1 | 1 | 1 | 1 | 1 | 1 | 1 | 1 | 1 | 1  | 1  | 1  | 1  | 1  |
| FC Santa Coloma          | 5 | 4 | 3 | 4 | 4 | 5 | 4 | 2 | 2 | 2  | 2  | 2  | 2  | 2  |
| Inter Club d'Escaldes    | 3 | 2 | 5 | 3 | 3 | 2 | 3 | 3 | 3 | 3  | 3  | 3  | 3  | 3  |
| Encamp                   | 5 | 3 | 2 | 2 | 2 | 3 | 2 | 4 | 4 | 4  | 4  | 4  | 4  | 4  |
| Sant Julià               | 2 | 5 | 4 | 5 | 5 | 4 | 5 | 5 | 5 | 5  | 5  | 5  | 5  | 5  |
| Principat                | 8 | 8 | 7 | 8 | 7 | 6 | 6 | 6 | 6 | 6  | 6  | 6  | 7  | 6  |
| Sporting Club d'Escaldes | 3 | 6 | 6 | 7 | 8 | 8 | 8 | 7 | 7 | 7  | 7  | 7  | 6  | 7  |
| Benito                   | 7 | 7 | 8 | 6 | 6 | 7 | 7 | – | – | –  | –  | –  | –  | –  |

| 1. 2. |

## Resultados

### Primera vuelta
| Sant Julià               | 3 - 2 | Benito                  |  | 19 de septiembre |
| Sporting Club d'Escaldes | 0 - 0 | Inter Club d'Escaldes   |  | 19 de septiembre |
| Principat                | 0 - 5 | Constel·lació Esportiva |  | 20 de septiembre |
| FC Santa Coloma          | 2 - 0 | Encamp                  |  | 29 de marzo      |

| Benito                  | 0 - 3  | Encamp                   |  | 26 de septiembre |
| Constel·lació Esportiva | 11 - 0 | Sporting Club d'Escaldes |  | 26 de septiembre |
| Inter Club d'Escaldes   | 3 - 1  | Principat                |  | 26 de septiembre |
| FC Santa Coloma         | 3 - 1  | Sant Julià               |  | 27 de septiembre |

| Constel·lació Esportiva  | 7 - 0 | Benito          |  | 3 de octubre |
| Inter Club d'Escaldes    | 0 - 6 | FC Santa Coloma |  | 3 de octubre |
| Sporting Club d'Escaldes | 1 - 7 | Encamp          |  | 3 de octubre |
| Principat                | 2 - 3 | Sant Julià      |  | 4 de octubre |

| Benito          | 2 - 0 | Sporting Club d'Escaldes |  | 17 de octubre |
| Sant Julià      | 2 - 5 | Inter Club d'Escaldes    |  | 17 de octubre |
| Encamp          | 7 - 2 | Principat                |  | 17 de octubre |
| FC Santa Coloma | 0 - 2 | Constel·lació Esportiva  |  | 18 de octubre |

| Sporting Club d'Escaldes | 2 - 2 | FC Santa Coloma |  | 24 de octubre |
| Constel·lació Esportiva  | 5 - 0 | Sant Julià      |  | 24 de octubre |
| Inter Club d'Escaldes    | 1 - 1 | Encamp          |  | 24 de octubre |
| Principat                | 1 - 0 | Benito          |  | 25 de octubre |

| Benito     | 1 - 7  | Inter Club d'Escaldes    |  | 31 de octubre |
| Sant Julià | 11 - 0 | Sporting Club d'Escaldes |  | 31 de octubre |
| Encamp     | 1 - 2  | Constel·lació Esportiva  |  | 31 de octubre |
| Principat  | 0 - 3  | FC Santa Coloma          |  | 25 de marzo   |

| Sporting Club d'Escaldes | 0 - 7 | Principat               |  | 7 de noviembre |
| Inter Club d'Escaldes    | 1 - 8 | Constel·lació Esportiva |  | 7 de noviembre |
| Encamp                   | 2 - 2 | Sant Julià              |  | 7 de noviembre |
| FC Santa Coloma          | 6 - 0 | Benito                  |  | 8 de noviembre |

### Segunda vuelta
| Inter Club d'Escaldes   | 5 - 1 | Sporting Club d'Escaldes |  | 2 de abril |
| Constel·lació Esportiva | 6 - 2 | Principat                |  | 2 de abril |
| Encamp                  | 1 - 3 | FC Santa Coloma          |  | 3 de abril |
| Libre: Sant Julià       |       |                          |  |            |

| Sporting Club d'Escaldes | 1 - 9 | Constel·lació Esportiva |  | 9 de abril  |
| Sant Julià               | 0 - 2 | FC Santa Coloma         |  | 9 de abril  |
| Principat                | 0 - 5 | Inter Club d'Escaldes   |  | 10 de abril |
| Libre: Encamp            |       |                         |  |             |

| Encamp                         | 5 - 3 | Sporting Club d'Escaldes |  | 16 de abril |
| Sant Julià                     | 1 - 0 | Principat                |  | 16 de abril |
| FC Santa Coloma                | 2 - 0 | Inter Club d'Escaldes    |  | 17 de abril |
| Libre: Constel·lació Esportiva |       |                          |  |             |

| Inter Club d'Escaldes           | 2 - 1 | Sant Julià      |  | 7 de mayo |
| Constel·lació Esportiva         | 2 - 1 | FC Santa Coloma |  | 7 de mayo |
| Principat                       | 0 - 4 | Encamp          |  | 8 de mayo |
| Libre: Sporting Club d'Escaldes |       |                 |  |           |

| Sant Julià       | 0 - 8 | Constel·lació Esportiva  |  | 14 de mayo |
| FC Santa Coloma  | 6 - 1 | Sporting Club d'Escaldes |  | 15 de mayo |
| Encamp           | 1 - 2 | Inter Club d'Escaldes    |  | 15 de mayo |
| Libre: Principat |       |                          |  |            |

| Sporting Club d'Escaldes     | 3 - 2  | Sant Julià |  | 21 de mayo |
| Constel·lació Esportiva (C)  | 10 - 0 | Encamp     |  | 21 de mayo |
| FC Santa Coloma              | 4 - 1  | Principat  |  | 22 de mayo |
| Libre: Inter Club d'Escaldes |        |            |  |            |

| Constel·lació Esportiva | 2 - 0 | Inter Club d'Escaldes    |  | 28 de mayo |
| Sant Julià              | 0 - 4 | Encamp                   |  | 28 de mayo |
| Principat               | 1 - 0 | Sporting Club d'Escaldes |  | 29 de mayo |
| Libre: FC Santa Coloma  |       |                          |  |            |